# Твердза (Підкарпатське воєводство)
Твердза (пол. Twierdza) — село в Польщі, у гміні Фриштак Стрижівського повіту Підкарпатського воєводства.
Населення — 639 осіб (2011).
У 1975-1998 роках село належало до Ряшівського воєводства.

## Демографія
Демографічна структура станом на 31 березня 2011 року:
|          | Загалом | Допрацездатний вік | Працездатний вік | Постпрацездатний вік |
| -------- | ------- | ------------------ | ---------------- | -------------------- |
| Чоловіки | 302     | 58                 | 211              | 33                   |
| Жінки    | 337     | 69                 | 191              | 77                   |
| Разом    | 639     | 127                | 402              | 110                  |